# Gare de Saint-Jacques-de-Compostelle
La Gare de Saint-Jacques-de-Compostelle est une gare ferroviaire située dans la ville espagnole de Saint-Jacques-de-Compostelle dans la communauté autonome de Galice.
En 2010, elle a accueilli 1 771 974 passagers, ce qui en fait la gare la plus fréquentée de Galice.

## Histoire
En 2010, elle a accueilli 1 771 974 passagers, ce qui en fait la gare la plus fréquentée de Galice.